# Trilogy (ATB)
Trilogy è il sesto album in studio del DJ tedesco ATB, pubblicato nel 2007.

## Tracce
Disco 1
1. Justify (featuring Jennifer Karr) - 3:45
2. Desperate Religion (featuring Karen Ires) - 4:37
3. Renegade (featuring Heather Nova) – 5:36
4. Beautiful Worlds - 5:06
5. Stars Come Out (featuring Heather Nova) - 3:26
6. Feel Alive (featuring Jan Löchel) - 3:45
7. Made of Glass (featuring Heather Nova) - 4:18
8. Alcarda - 4:58
9. These Days (featuring Jeppe Riddervold) - 5:33
10. Better Give Up (featuring Jan Löchel) - 5:07
11. Some Things Just Are the Way They Are (featuring Jeppe Riddervold) - 5:27
12. The Chosen Ones (featuring Jan Löchel) - 4:13

Disco 2
1. Searching for Satellite - 6:16
2. Fahrenheit 451 - 4:26
3. Trilogy (The Final Chapter) - 5:08
4. A Rainy Afternoon - 3:46
5. No Fate - 7:07
6. One Small Step - 4:23
7. Dooley's World - 4:56
8. 9 A.M. - 4:20
9. Tristan Da Cunha - 4:16
10. A Dream About You - 4:46
11. Illuminated Mind - 6:22
12. Shine On - 7:39
13. Under the Sky - 4:20
14. One Million Miles - 4:04